# Epicard

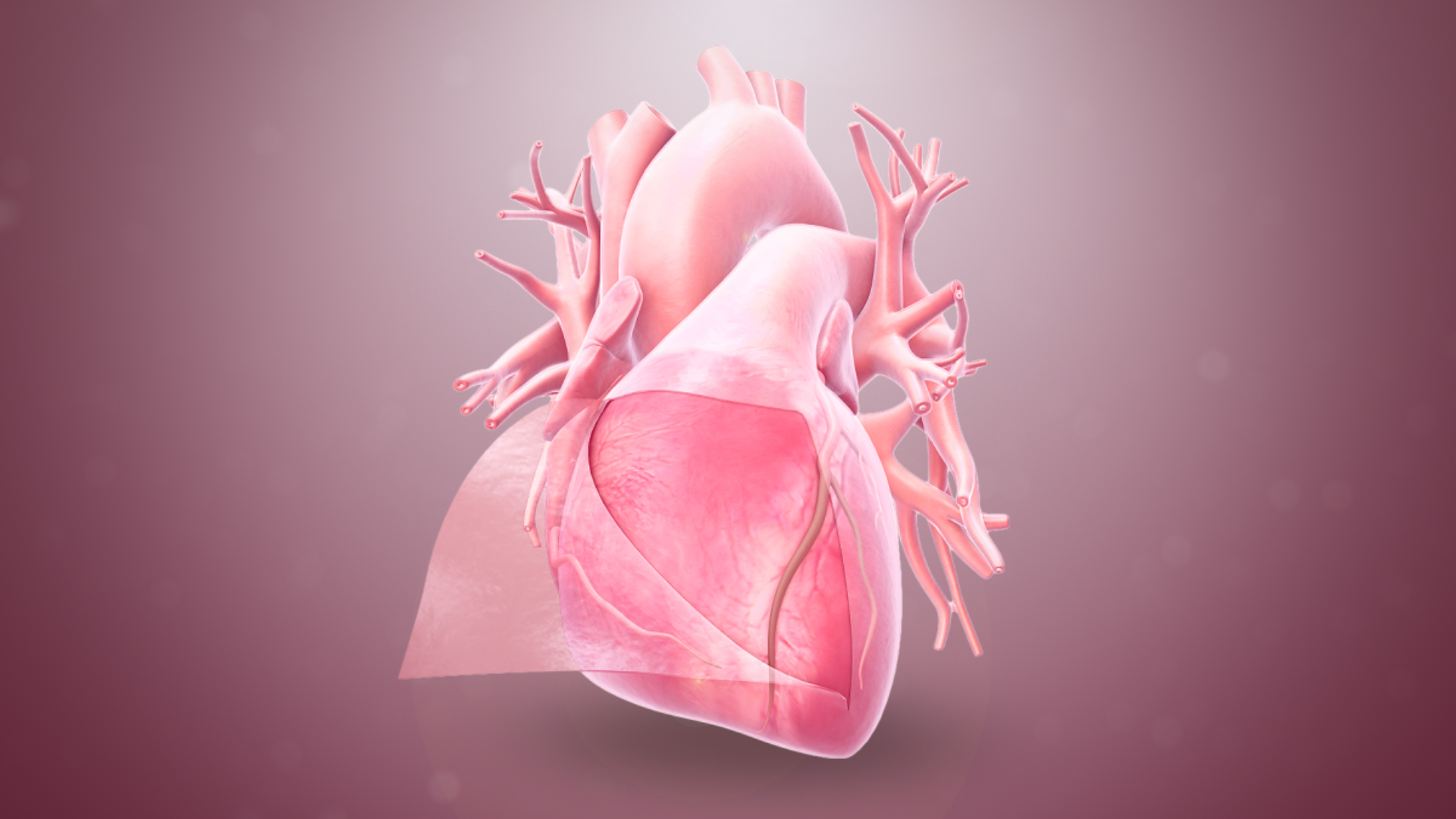
Epicard

Epicardul este foița viscerală a pericardului seros, situandu-se la interior, spre deosebire de foița parietală care se află la exterior. Pericardul fibros protejează inima. El este legat prin ligamente de organele din jur - stern, coloană vertebrală și diafragmă.